# سيرج روسو
سيرج روسو (بالفرنسية: Serge Rousseau)‏
```
هو 
ممثل
 
فرنسي
، ولد في 13 مارس 1930 في 
فرنسا
، وتوفي بنفس المكان في 3 نوفمبر 2007.
[
3
]
```

## أعمال

### أفلام
- (1968) قبلات مسروقة

## وصلات خارجية
- سيرج روسو على موقع IMDb (الإنجليزية)
- سيرج روسو على موقع أول موفي (الإنجليزية)
- سيرج روسو على موقع قاعدة بيانات الأفلام السويدية (السويدية)
- سيرج روسو على موقع قاعدة بيانات الفيلم (الإنجليزية)
- سيرج روسو على موقع كينوبويسك (الروسية)